# Anja Voss
Anja Voss (* 1965) ist eine Erziehungs- und Sportwissenschaftlerin und Professorin an der Alice Salomon Hochschule Berlin.

## Leben und Wirken
Anja Voss studierte an der Universität zu Köln Erziehungswissenschaft und an der Deutschen Sporthochschule Köln Sportwissenschaft. Sie wurde in Erziehungswissenschaften an der Universität zu Köln zum Thema „Geschlechterkonstruktionen im Sport“ promoviert und war in mehreren Forschungsprojekten an der Deutschen Sporthochschule Köln und der Universität Dortmund sowie als Postdoktorandin an der Universität Oldenburg tätig. Seit 2009 ist sie Professorin für Bewegungspädagogik/-therapie und Gesundheitsförderung an der Alice Salomon Hochschule Berlin. Seit dem 1. Februar 2023 ist Anja Voss als Prorektorin in der Leitung der Hochschule tätig.
Die Forschungsschwerpunkte von Anja Voss liegen u. a. in der Bewegungs- und Sportpädagogik, insbesondere der Bewegungsförderung im Kindesalter, in der integrierten Bildungs- und Gesundheitsförderung in Kitas, im Bereich der Zusammenhänge zwischen Arbeitsbedingungen in Kitas und der Gesundheit pädagogischer Fachkräfte sowie in der sportbezogenen Geschlechterforschung.
Anja Voss ist Mitglied in diversen Gremien und Kommissionen, so z. B. der Deutschen Gesellschaft für Erziehungswissenschaft (DGfE), der Deutschen Vereinigung für Sportwissenschaft (dvs), sie ist Mitglied der wissenschaftlichen Kommission des Landessportbundes Berlin sowie im Arbeitskreis Bewegungsförderung im Kindes- und Jugendalter bei Gesundheit Berlin-Brandenburg e.V.

## Schriften
- mit Michael Erhart & Angela Gosch: Gesundheitspädagogik in Kindertageseinrichtungen. In M. Goldfriedrich & K. Hurrelmann (Hrsg.). Gesundheitsdidaktik. Beltz Juventa, Weinheim 2021, ISBN 978-3-7799-6371-4.
- Schwerpunktheft: Gender und Psychomotorik. motorik, 43. Jg. (2), 2020, ISSN 0170-5792.
- Bewegung und Sport in der Kindheitspädagogik. Kohlhammer Verlag, Stuttgart 2019, ISBN 978-3-17-028440-1.
- mit Elvira Mauz und Susanne Viernickel: Arbeitsplatz Kita: Belastungen erkennen, Gesundheit fördern. Beltz Juventa, Weinheim, Basel 2017, ISBN 978-3-7799-3313-7.
- mit Susanne Viernickel: Gute gesunde Kita: Bildung und Gesundheit in Kindertageseinrichtungen. Verlag das netz, Weimar 2016, ISBN 978-3-86892-120-5.
- Geschlecht im Sport – Sozialkonstruktivistische Lesarten. Schorndorf, Hofmann Verlag, ISBN 3-7780-7204-8.